# Hyposidra kala
Hyposidra kala är en fjärilsart som beskrevs av Swinhoe 1893. Hyposidra kala ingår i släktet Hyposidra och familjen mätare. Inga underarter finns listade i Catalogue of Life.